# سمفونی شماره ۲ (بتهوون)
سمفونی شماره ۲ از لودویگ فان بتهوون در ر ماژور، اپوس ۳۶، دومین سمفونی از ۹ سمفونی او بود. این سمفونی در میانهٔ سال‌های ۱۸۰۱ تا ۱۸۰۲ نوشته شده‌است. این اثر به «کارل آلویس، شاهزاده لیخنوفسکی» اهدا شد.

## تاریخچه
این اثر بیشتر در طی اقامتِ بتهوون در منطقهٔ «هایلیگن‌شتات» وین در ۱۸۰۲ نوشته شد، زمانی که ناشنوایی‌اش رو به گسترش بود و این موضوع را درک می‌کرد که ممکن است غیرقابل تحمل باشد. سمفونی در ۵ آوریل ۱۸۰۳ در «تئاتر ان د وین» برای نخستین بار به اجرا درآمد. در آن کنسرت، کنسرتو پیانو شمارهٔ ۳ و قطعهٔ اوراتوریوی «مسیح بر کوه زیتون» نیز به اجرا درآمد. این اثر یکی از آخرین آثارِ دورۀ اولیۀ بتهوون بود.
بتهوون سمفونی دوم را بدون یک منوئهٔ استاندارد نوشت و به جای آن یک اسکرتسو قرار داد و به این ترکیب، دامنه و انرژی بیشتری داد. اسکرتسو و فینالِ این سمفونی مملو از موسیقی‌های شوخ‌طبعانهٔ بتهوونی است که حساسیتِ شوک‌برانگیزِ بسیاری از منتقدان معاصرش را برانگیخت. یکی از منتقدان در «روزنامه برای دنیای ظریف» نوشت: «اژدهایی زخمی و خشمگین، که از مرگ امتناع می‌ورزد، اما در آخرین درد و رنج‌های خود غرق می‌شود و در موومان چهارم، خونریزی تا مرگ است».
در برخی از زندگی‌نامه‌ها و کتاب‌های موسیقی به اشتباه و به نقل از بروشور انتشارات برایتکپف آمده‌است که بتهوون در سال ۱۸۰۰، «سمفونی شماره ۲» را اجرا کرده‌است، ولی امروزه ثابت شده که در آن سال، سمفونی شماره ۱ اجرا شده بود و دیگر قابل مناقشه نیست.

## ساختار

### سازبندی
سازهای این سمفونی عبارتند از:
سازهای بادی چوبی :
۲ فلوت
۲ ابوا
۲ کلارینت در «لا»
۲ فاگوت
سازهای بادی برنجی:
۲ هورن (کُر) در «رِ، می و لا»
۲ ترومپت در «ر»
سازهای کوبه‌ای:
تیمپانی
سازهای زهی:
ویولن (۱ و ۲)
ویولا
ویولنسل
کنترباس

### موومان‌ها
این اثر دارای چهار موومان است که به ترتیب عبارتند از:
I. آداجیو مولتو (3
4) - آلگرو کُن بِریو (4
4)، در ر ماژور
II. لارگتو (3
8)، در لا ماژور
III. اسکرتسو: آلگرو (3
4)، در ر ماژور
IV. آلگرو مولتو (2
2)، در ر ماژور
یک اجرای معمولی بین ۳۳ تا ۳۶ دقیقه طول می‌کشد.

#### موومان اول
موومان با مقدمۀ آهسته‌ای به سبک هایدن و موتزارت است. قسمت تند شامل سه تم است که «تم اول» (A) با سازهای بادی، «تم دوم» (B) شبیه آهنگهای نظامی و «تم سوم» (C) با ارکستر زهی نواخته می‌شود.
مقدمه در میزان شمارهٔ ۱۱، از ر ماژور به سی بمل ماژور تغییر می‌کند. از میزان‌های ۱۲ تا ۱۶، به‌طور خلاصه در «سی بمل ماژور» مدولاسیون می‌شود و بلافاصله به «ر ماژور» بر می‌گردد. «اکسپوزیسیون» (گشایش) با تم (A) آغاز می‌شود که تا میزان ۵۷ ادامه دارد. انتقال به تم (B)، تا میزان ۷۲ ادامه دارد ولی از میزان ۶۱، مدولاسیون به لا مینور انجام می‌گیرد. تم (B)، از میزان ۷۳ در لا ماژور آغاز می‌شود و دوباره از میزان ۱۱۳ با قسمت کوتاهی به نام «کدتا» به لا مینور منتقل شده و از میزان ۱۱۷ تا ۱۳۶ ادامه دارد (از میزان ۱۲۰ انتقال به ر ماژور). بخش بسط و گسترش با موادی از تم (A)، از مدولاسیون‌های سراسری و سکانس استفاده می‌کند. از میزان ۲۲۶، تم (A) در بخش «ری‌اکسپوزیسیون» (بازگشایش) برمی‌گردد و تا میزان ۲۲۸ ادامه دارد. انتقال از میزان ۲۲۹ تا ۲۴۴ است و تم (B) در میزان ۲۴۵ برگشت می‌کند، اما این بار در کلید تونیک. از میزان ۳۲۷، سی بمل ماژور به صورت خلاصه بازمی‌گردد و سپس حرکت به ر ماژور در میزان ۳۳۴ تغییر می‌کند که با یک کدا از میزان ۳۴۰ تا ۳۶۰، همراه است.

#### موومان دوم
موومان دوم با حرکت آرام و لحن عاشقانه، تأثیر عمیقی در شنونده دارد. در لا ماژور و مانند موومان اول در فرم سونات است. این موومان یکی از طولانی‌ترین موومان‌های آهستهٔ بتهوون است. نشانه‌های روشنی از تأثیر موسیقی فولکلور و روستایی در این موومان وجود دارد که سمفونی شماره ۶ (پاستورال) را نوید می‌دهد. فرانتس شوبرت از این موومان برای قطعهٔ «دوئت بزرگ برای پیانو» الهام گرفته‌است.

#### موومان سوم
این اولین سمفونی است که در آن از موومانِ اسکرتسو نام برده می‌شود. دارای ریتم (3
4) و شاد است. موومان با کوارتت ابوا و فاگوت، ملودی دلپذیری را درون یک نوع صدای رقص اتریشی محصور می‌کند.

#### موومان چهارم
موومان چهارم در فرم روندو است اما بتهوون تنها به تمپوی آن اشاره کرده‌است. برلیوز این موومان را اسکرتسوی دوم بتهوون نامیده‌است. کودای با عظمت این موومان، تجسمِ شخصیت هنری بتهوون است و مسیر او را در راه مکتبِ نوینِ موسیقی مشخص می‌کند.

## یادداشت
1. ↑  Karl Alois, Prince Lichnowsky
2. ↑  Heiligenstadt
3. ↑  Theater an der Wien
4. ↑  Christ on the Mount of Olives
5. ↑  Newspaper for the Elegant World
6. ↑  Codetta
7. ↑  Sonata in C major for piano four-hands